# Adolph Blûm
Michael Adolph Blûm, född 3 januari 1785 i Tövsala socken, död 11 maj 1864 i Linköpings församling, Östergötlands län, var en svensk militär. Han var morfar till Sven Hermelin.

## Biografi
Adolph Blûm var son till kapten Johan Peter Blûm och Catharina Christina Le Bell. Han blev officer 1804, major i armén 1815, major i generalstaben 1817, andre kapten vid livgrenadjärregementet och överstelöjtnant i generalstaben 1823. Blûm var 1826–1841 överste och chef för Värmlands fältjägarregemente. Åren 1841–1864 var han postmästare i Linköping. Blûm var ledamot av Krigsvetenskapsakademien. För sina insatser i slaget vid Lappo tilldelades han guldmedaljen för tapperhet i fält. Blûm blev riddare av Svärdsorden 1817.

### Familj
Blum gifte sig 4 maj 1819 med Charlotta Sofia Ulrika Mörner af Morlanda (1796–1857), dotter till ståthållaren Gustaf Fredrik Mörner på Rosersbergs slott och friherrinnan Augusta Lovisa von Höpken.